# Хинди
Хи́нди (дев. हिन्दी, हिंदी) — название индоарийского языка, или диалектного континуума языков, распространённых преимущественно в северных и центральных регионах Индии.
На разговорном уровне языки хинди и урду почти неразличимы (см. хиндустани). Традиционное письмо хинди — слоговая азбука деванагари.

## Хинди в широком и узком смысле термина
В самом широком смысле слова «хинди» обозначает совокупность «языков хинди», диалектный континуум на территории пояса хинди на севере Индии. В этом смысле в «хинди» включаются такие языки, как бходжпури (помимо Индии имеет большое значение в Суринаме и на Маврикии), средневековый литературный язык авадхи и фиджийский хинди. Раджастхани рассматривается то как диалект хинди, то как отдельный язык, хотя отсутствие преобладающего диалекта в качестве возможной основы для создания стандартного языка препятствует его признанию. Три других идиома (майтхили, чхаттисгархи и догри) получили статус официальных языков в штатах их распространения, поэтому сейчас считаются отдельными языками. Носители урду не включаются в число хиндиязычных в Индии и Пакистане, невзирая на то, что урду — основной язык для многочисленной общины индийских мусульман и государственный язык Пакистана — во многих отношениях почти неотличим от хинди. Непальский язык, будучи языком независимого государства, никогда не включался в число «языков хинди» несмотря на то, что другие языки пахари, к которым он относится, входят в эту общность.
В более узком смысле слова термин «хинди» включает в себя диалекты и стандартные языки кластера «западный хинди», в том числе брадж, средневековый литературный язык хиндиязычной литературы, нынешний престижный диалект западного хинди, кхари-боли, бывший языком двора Великих Моголов, языком британской колониальной администрации и ставший основой для современных стандартных хинди и урду. Иногда термин «кхари-боли» используется как синоним термина «хинди». Урду тоже часто исключается из числа языков кластера «западный хинди», хотя и относится к ним по своим признакам. Термин хиндустани, известный с колониальных времён, в настоящее время несколько устарел, продолжает использоваться для обозначения урду и хинди как языка индуистского населения.
В своём наиболее узком смысле термин «хинди» обозначает стандартный хинди, санскритизированную форму кхари-боли, очищенную от некоторых персидских заимствований, появившихся во время правления Моголов. Конституция Индии закрепляет за хинди, использующим письмо деванагари, статус государственного языка, вместе с урду, сохраняющим арабо-персидскую графику, и ещё тремя вариантами хинди в широком смысле, упомянутыми среди 22 официальных языков Индии.

## Распространение и статус
Стандартный хинди, ставший 26 января 1965 года официальным языком Индии (вместе с английским), используется центральным правительством. Хинди распространён главным образом в северных штатах (Раджастхан, Дели, Хариана, Уттаракханд, Уттар-Прадеш, Мадхья-Прадеш, Чхаттисгарх, Химачал-Прадеш, Джаркханд и Бихар). Он является вторым по значению языком на Андаманских и Никобарских островах, а также используется во всей северной и центральной Индии наряду с такими региональными языками, как панджаби, гуджарати, маратхи и бенгали. Стандартный хинди также может быть понятен в некоторых других областях Индии и соседних странах (Непале, Бангладеш и Пакистане).
Согласно Конституции Фиджи, хиндустани вместе с английским и фиджийским является официальным языком. При обращении в государственные органы власти на центральном и местном уровне каждый имеет право делать это на английском, фиджийском или хиндустани либо лично, либо при посредничестве компетентного переводчика. На хинди разговаривают все фиджийцы с индийскими корнями. На западе Вити Леву и севере Вануа-Леву он является распространённым языком, используемым для общения между фиджийцами индийского происхождения и коренными фиджийцами. Носители фиджийского хинди составляют 48 % населения. К ним относятся и те индо-фиджийцы, предки которых эмигрировали на архипелаг из областей Индии, не входящих в хиндиязычный ареал.

### Численность носителей
Хинди по численности говорящих на нём стоит на одном из первых мест в мире (2—5), однозначно уступая по числу носителей лишь китайскому. Например, согласно SIL, если учитывать только тех, для кого хинди является родным (за вычетом носителей хариани, магахи и других идиомов, рассматриваемых в Индии в качестве диалектов хинди), то он окажется на 5-м месте в мире после китайского, арабского, испанского и английского языков. Кроме того, на оценку общего количества говорящих влияет включение или исключение носителей урду, включение или исключение тех, для кого хинди является вторым языком. Ниже приводятся данные из различных источников.
| Источник         | Оценка числа носителей, для которых хинди является родным. | Оценка числа тех, для кого хинди является вторым языком. |
| SIL              | 181 676 620 (1991) | 120 000 000 (1997)                                       |
| Перепись в Индии | 422 048 642 (собственно хинди — 257 919 635 человек) (вместе с бходжпури, чхаттисгархи, магахи и другими идиомами, которые рассматривались как диалекты хинди) |                                                          |

На 2001 год число носителей диалектов хинди составляло 422 миллиона человек, то есть 41 % населения Индии.

## Диалекты
Ситуация с определением диалектов очень сложна. В современной Индии существует тенденция относить к хинди все локальные индоарийские идиомы в штатах Уттар-Прадеш, Мадхья-Прадеш, Бихар, Хариана, Химачал-Прадеш. Некоторые исследователи относят к ним раджастхани и языки пахари (кроме непальского).
Обычно все диалекты собственно хинди делят на две группы:
- Западный хинди (кхари-боли, урду / дакхни / рекхта, базарный хиндустани, литературный хинди, бундели, канауджи, брадж бхакха, хариани);
- Восточный хинди (авадхи, багхели, чхаттисгархи)[15].

Эта классификация, возможно, несколько устарела в связи с тем, что чхаттисгархи приобрёл статус официального в штате Чхаттисгарх (2000).
Особого упоминания заслуживают диалекты Бихара, которые разные исследователи либо включают, либо исключают из хиндиязычного языкового ареала. Например, Дж. Грирсон и А. Хёрнле исключали из хинди диалекты к востоку от Аллахабада до Бенгала, устанавливая особый язык бихари. Вопрос об отнесении бихарских языков бходжпури, магахи и майтхили к хинди в советской индологии решался неоднозначно. Отечественный исследователь В. А. Чернышев считал их самостоятельными языками. Б. И. Клюев полагал, что «по всей вероятности, эти районы в настоящее время уже не могут быть включены в область собственно хинди». Согласно П. А. Баранникову,

… нельзя согласиться с суждением о том, что территория штата Бихар не относится к хиндиязычному ареалу.
 Вместе с тем П. А. Баранников подчёркивал, что 

сам язык хинди представляет собой весьма сложное целое, для которого характерна вариативность. 
 В настоящее время майтхили официально получил статус официального языка в штате Бихар и Непале.
По мнению Г. А. Зографа, языки пахари и диалекты раджастхани следует считать самостоятельными несмотря на влияние, оказываемое на них хинди. В частности, один из языков пахари, догри, стал официальным в штате Джамму и Кашмир (2003).
Особняком стоит возникший недавно в результате смешения разных диалектов фиджийский хинди.

## История
Общепринятой точки зрения насчёт времени возникновения хинди не существует. Хинди развился из пракрита шаурасени. Скорее всего, он возник в виде локальных диалектов (таких, как брадж, авадхи и, наконец, кхари-боли) не раньше XI века. В эпоху существования Делийского султаната (1206—1526 и 1539—1555) и Империи Великих Моголов (1526—1540 и 1555—1858), в которых использовался в качестве официального персидский язык, кхари-боли вобрал в себя много персидских и арабских слов. Что касается последних, то, так как почти все они заимствовались через персидский, их форма в хинди-урду не сохранила фонетический облик арабских оригиналов.
В конце XIX века в Северной Индии были предприняты попытки стандартизации хинди и введение его в качестве самостоятельного «народного» языка, отделив его от урду, который был языком элиты. В 1881 году власти штата Бихар приняли хинди в качестве единственного официального языка, и таким образом, Бихар стал первым штатом Индии с государственным языком хинди.
До раздела Индии термины «хиндустани», «урду» и «хинди» были синонимами.
Учредительное собрание, принявшее в конце 1949 года Конституцию Индии, приняло хинди в качестве официального языка страны 14 сентября 1949 года, который отмечается в Индии как «день хинди».

## Письменность
Письменность языка хинди представляет собой позднюю модификацию одной из наиболее древних систем письма, брахми, и называется нагари (nagāri) или деванагари (devanāgarī). Письмо деванагари является буквенным; алфавит содержит буквы, соответствующие как гласным, так и согласным звукам, но его можно определить как полуслоговое: каждая буква, обозначающая согласные, содержит также краткий гласный а. Деванагари — алфавит, в котором буквы упорядочены по характеру обозначаемых ими звуков: сначала идут гласные буквы, затем согласные, сгруппированные по месту и способу образования соответствующих согласных.
Большинство знаков препинания в хинди такие же, как в английском языке. Исключение составляет знак конца предложения: вместо точки в английском — данда (।) в хинди. Кроме того, для сокращений наряду с точкой в хинди используется лагхава (॰), для той же цели нередко, в том числе в некоторых русскоязычных учебниках и словарях, используется символ нуля из деванагари (०).

## Типологическая характеристика

### Тип выражения грамматических значений
С точки зрения морфологической типологии хинди является языком скорее аналитическим: синтаксические отношения выражаются при помощи послелогов, присоединяемых к формам косвенного падежа существительных, местоимений или инфинитивов. Существенную роль в реализации грамматических связей играет и порядок слов. Однако грамматический строй хинди не даёт картины аналитизма в чистом виде: наряду с аналитическими формами, которые, безусловно, преобладают, имеются и элементы синтетизма, восходящие к различным периодам развития языка.
Синтетизм в хинди проявляется:
- В существительных — 1) при образовании форм множественного числа всех существительных женского рода и существительных мужского рода, оканчивающихся на -ā и -ã, например: bețī «дочь» — bețiyã «дочери», bețā «сын» — bețe «сыновья»; 2) при образовании форм косвенного и звательного падежей множественного числа всех существительных и единственного числа существительных, оканчивающихся на -ā и -ã, например: mazdūr «рабочий» — mazdūrő, dhuẽ «дым» — dhuṏ.
- В прилагательных, оканчивающихся на -ā, -ã при их изменении по родам, числам и падежам, например: baŗ-ā kamrā «большая комната» — baŗ-e kamre «большие комнаты» — bar-ī almāŗī «большой шкаф».
- В глаголе — в парадигме настоящего времени некоторых глаголов, например: honā «быть» — hũ, hai, ho; в парадигме прошедшего времени того же глагола: thā, thī, the, thĩ. Также в изменении по родам и числам причастий, например: karnā «делать» — kartā, kartī, karte, kartĩ; в парадигме будущего I времени: jānā «идти» — jāũgā, jāegā, jāẽge, jāoge, а также в некоторых других глагольных формах.

Синтетические формы наблюдаются при образовании слов неопределенной множественности и собирательных числительных, а также в послелогах и частицах при изменении по родам, числам и падежам.
Таким образом, в морфологическом строе хинди грамматические значения выражаются тремя способами: аналитическим, синтетическим и смешанным аналитически-синтетическим (например, mãi paŗhtā hũ «я читаю», где hũ — глагол-связка, изменяющийся по лицам, а paŗhtā — причастие от глагола paŗhnā, буквально: «я есть читающий»).

### Характер границы между морфемами
Хинди — флективный язык; одному показателю (аффиксу или клитике) соответствует, как правило, несколько грамматических значений, например:
| Текст на хинди      | बड़ा कमरा               | बड़ी अलमारी           |
| Транскрипция текста | baŗ-ā kamrā          | baŗ-ī almāŗī      |
| Глоссирование       | большой-M.SG комната | большой-F.SG шкаф |
| Перевод             | Большая комната      | Большой шкаф      |

### Тип маркирования
В посессивных именных группах в хинди представлено зависимостное маркирование, см. примеры:
| Текст на хинди      | राम की बिल्ली और (* का) शेर                        |
| Транскрипция текста | [Rām k-ī] [billī aur (* k-ā) sher]          |
| Глоссирование       | Ram(M) LNK-F cat(F) and LNK-MSG.NOM lion(M) |
| Перевод             | «Кошка и лев Рамы»                          |

| Текст на хинди      | नादया और राम की बिल्ली                  |
| Транскрипция текста | Nādyā aur Rām k-ī billī          |
| Глоссирование       | Nadya(F) and Ram(M) LNK-F cat(F) |
| Перевод             | «Кошка [Надьи и Рамы]»           |

В предикации глагол может согласовываться не только с подлежащим, но и с прямым дополнением. Глагол может согласовываться с подлежащим только в том случае, если оно находится в нейтральном падеже, например:
| Текст на хинди      | लड़के इस किताब को पड़ रहे हैं              |
| Транскрипция текста | laŗk-e is kitāb-ko paŗh rah-ē hai |
| Глоссирование       | m.pl. f. sg. mpl.-III-pl.         |
| Перевод             | «Мальчики читают книгу»           |

Если подлежащее находится в косвенном падеже (то есть имеет, например, эргативный послелог ne), то глагол согласуется с прямым дополнением:
| Транскрипция текста | laŗko-n yah kitāb paŗh-ī              |
| Глоссирование       | м.р. мн. ч. ж. р. ед. ч. ж. р. ед. ч. |
| Перевод             | «Мальчик читает эту книгу»            |

Если и подлежащее, и прямое дополнение имеют послелог, то глагол получает нейтральную форму третьего лица единственного числа:
| Транскрипция текста | laŗkoo-ne is-kitāb-ko paŗh-ā      |
| Глоссирование       | boys-erg. this book-dat. read-pf. |
| Перевод             | «Мальчики читают эту книгу»       |

### Ролевая кодировка в предикации
В хинди формально можно различать только два падежа: нейтральный (NOM) и косвенный (OBL), который употребляется только с послелогами и отличается от немаркированного не для всех типов слов. Однако сами послелоги могут обозначать синтаксические отношения: например, послелогом ko (को) обозначается прямое дополнение у переходного глагола.
Во всех временах, кроме аориста, кодировка в предикации осуществляется по аккузативной схеме, например:
| Текст на хинди      | लड़का लड़की को देखता है                                      |
| Транскрипция текста | laŗk-ā laŗk-ī ko dekhatā hai                         |
| Глоссирование       | boy-NOM.SG girl-(OBL) ACC see(PARTICIP.PRES) be(3SG) |
| Перевод             | «Мальчик видит девочку»                              |

В аористе кодировка осуществляется по трёхчастной схеме:
| Текст на хинди      | लड़का कल आया                          |
| Транскрипция текста | laŗk-ā kal āy-ā                    |
| Глоссирование       | boy-NOM.SG yesterday come.AOR-SG.M |
| Перевод             | «Мальчик приходил вчера»           |

| Текст на хинди      | लड़का कल सोया                           |
| Транскрипция текста | laŗk-ā kal soy-ā                    |
| Глоссирование       | boy-NOM.SG yesterday sleep.AOR-SG.M |
| Перевод             | «Вчера мальчик спал»                |

| Транскрипция текста | laŗk-e ne laŗk-ī ko dekh-ā              |
| Глоссирование       | boy-OBL ERG girl-(NOM) ACC see.AOR-SG.M |
| Перевод             | «Мальчик видел девочку»                 |

Прямое дополнение может оформляться либо прямым (немаркированным), либо косвенным падежом с аккузативным послелогом ko. Выбор между этими двумя способами обусловлен степенью конкретизации и одушевленностью/неодушевленностью прямого дополнения: отвлеченные, неконкретизированные существительные оформляются прямым падежом, в то время как конкретизированные существительные получают форму косвенного падежа. В косвенном падеже могут также употребляться имена существительные неодушевленные с целью устранения возможной двусмысленности в случае использования прямого падежа, например: Nadī ke us pār mãi gharõ ko dekhtā hũ — «На том берегу реки я вижу дома» (если бы существительное ghar было оформлено прямым падежом, указанное предложение можно было бы перевести как «На том берегу я вижу».

## Лингвистические черты

### Фонетика и фонология

#### Вокализм
Гласные в хинди различаются по длительности, ряду, подъёму, положению губ и положению мягкого нёба. В зависимости от положения языка гласные делятся на гласные переднего, среднего и заднего ряда; по степени подъема языка на гласные нижнего, среднего и верхнего подъема; по положению губ на огубленные (лабиализованные) и неогубленные (нелабиализованные); по положению мягкого нёба различаются гласные носовые (назализованные) и неносовые (неназализованные); по длительности гласные делятся на долгие и краткие.
Противопоставление гласных по долготе-краткости имеет в хинди смыслоразличительное значение, например: kam «мало» — kām «работа».
Кроме простых гласных в хинди имеются дифтонги, которые также могут быть назализованными и неназализованными.
В санскритских словах встречаются так называемые слоговые согласные ŗ и ļ, которые произносятся как [ri] и [li]. В некоторых словах отдельные гласные могут свободно варьировать, не изменяя значения слов, например: bāhar — bāhir «вне, снаружи».
| Ряд/Подъем | Передний  | Средний | Задний    |
| ---------- | --------- | ------- | --------- |
| Верхний    | i ĩ ī ĩ:  |         | ū ũ: u ũ  |
| Средний    | e ẽ ai ãi |         | o õ au aũ |
| Нижний     | a ã       | ā ã:    |           |

#### Консонантизм
Всего в языке хинди 40 согласных звуков, которые различаются по месту и способу образования. У фонемы /n/ есть позиционные варианты, различающиеся в зависимости от последующего смычного согласного: сочетаясь с заднеязычными шумными, среднеязычной аффрикатой и церебральными фонемами, она ассимилируется ими и реализуется в виде одного из вариантов — соответственно заднеязычного (ṅ), среднеязычного (ṉ) или церебрального (ṇ) смычного носового сонанта. Всем смычным непридыхательным соответствует придыхательный коррелят. Некоторые согласные в отдельных словах находятся в отношениях свободного варьирования, например: bālnā — bārnā «зажигать».
Согласные в хинди бывают простыми (краткими) и удвоенными (долгими). Удвоенные согласные возможны в середине и в конце слова, но недопустимы в начале слова, например: vallabh «любимый», anna «пища».
Ниже приводится классификация согласных фонем хинди по месту и способу образования:

|               | Губно-губные | Губно-губные | Губно- зубные | Губно- зубные | Зубные/ Альвеолярные | Зубные/ Альвеолярные | Ретрофлексные | Ретрофлексные | Постальвеолярные/ Палатальные | Постальвеолярные/ Палатальные | Заднеязычные | Заднеязычные | Увулярные | Увулярные | Глоттальные | Глоттальные |
| ------------- | ------------ | ------------ | ------------- | ------------- | -------------------- | -------------------- | ------------- | ------------- | ----------------------------- | ----------------------------- | ------------ | ------------ | --------- | --------- | ----------- | ----------- |
| Носовые       | m            | m            |               |               | n                    | n                    | (ɳ)           | (ɳ)           |                               |                               |              |              |           |           |             |             |
| Взрывные      | p pʰ         | b bʱ         |               |               | t̪ t̪ʰ                 | d̪ d̪ʱ                 | ʈ ʈʰ          | ɖ ɖʱ          |                               |                               | k kʰ         | ɡ ɡʱ         | (q)       |           |             |             |
| Аффрикаты     |              |              |               |               |                      |                      |               |               | tʃ tʃʰ                        | dʒ dʒʱ                        |              |              |           |           |             |             |
| Фрикативные   |              |              | f             |               | s                    | z                    |               |               | ʃ                             |                               | (x)          | (ɣ)          |           |           |             | ɦ           |
| Одноударные   |              |              |               |               | ɾ                    | ɾ                    | (ɽ) (ɽʱ)      | (ɽ) (ɽʱ)      |                               |                               |              |              |           |           |             |             |
| Аппроксиманты |              |              | ʋ             | ʋ             | l                    | l                    |               |               | j                             | j                             |              |              |           |           |             |             |

#### Строение слога
В хинди различают краткие и долгие слоги. Краткими называются слоги, состоящие из одного краткого гласного или из согласного и следующего за ним краткого гласного, например: ã/ku/sī «крючок». Таким образом, краткие слоги в хинди бывают только открытыми.
Слогораздел в хинди принято проводить после гласного, отделяя его от согласного последующего слога, например: jā/nā «уходить». Одиночные конечные согласные обычно составляют отдельный слог. В случаях удвоенных согласных слогораздел проходит между ними, например: khaț/țā «кислый».

#### Ударение
Ударение в хинди силовое (экспираторное), однако выражено слабее, чем, например, в русском языке, и не сопровождается удлинением гласного, если ударение падает на слог с кратким гласным. В хинди нет редукции гласных, поэтому неударный слог произносится так же четко, как и ударный. Ударение свободное и неподвижное, однако при присоединении словообразовательных суффиксов место ударения может меняться, например: šá:nti «мир» — šā:ntipú:rna «мирный».

### Сандхи
При слово- и формообразовании действуют закономерности фонетических изменений, которым подвергается конечный звук первого слова (или морфемы) и начальный звук второго слова (или морфемы) при их сочетании для образования нового слова. В соответствии с правилами сандхи образуются слова преимущественно на базе слов и морфем, заимствованных из санскрита. Случаи словообразования по правилам сандхи на основе лексики собственно хинди или смешанной (то есть санскритско-хинди или санскритско-иноязычной) крайне редки.
По правилам сандхи сочетаются:
- гласные (то есть конечный гласный одного слова или морфемы с начальным гласным другого слова или морфемы);
- согласные (то есть конечный согласный одного слова или морфемы с начальным согласным другого слова или морфемы);
- висарга (:) с последующими гласными и согласными.

### Порядок слов
Базовый порядок слов — SOV. Порядок слов в хинди не является свободным: все члены предложения имеют более или менее определённую позицию, хотя в зависимости от контекста или стилистических задач позиция какого-либо слова может варьироваться (например, обратный порядок слов играет стилистическую роль и служит для эмфатического выделения какого-либо члена словосочетания или предложения). Порядок слов имеет смыслоразличительную функцию. Например, если подлежащее и прямое дополнение выражены существительными в форме прямого падежа, то подлежащее стоит на первом месте, а прямое дополнение непосредственно предшествует сказуемому: Aisi sthiti sadā asantos utpanna kartī hai — «Такое положение всегда вызывает недовольство» и Asantos sadā aisi sthiti utpanna kartī hai — «Недовольство всегда вызывает такое положение».